# Ingenieurhochbaukombinat
Als Ingenieurhochbaukombinat (IHK) bezeichnete man in der DDR Kombinate (Gruppen) von Volkseigenen Betrieben (VEB) für den Hochbau, in der Regel ausgenommen den Wohnungsbau und den Industrieanlagenbau (im IHK Rostock gab es am Sitz Wismar allerdings den mit Wohnungsbau befassten Kombinatsbetrieb 2). Ingenieurhochbaukombinate waren beispielsweise für die Planung und den Bau von Kaufhallen zuständig.

## Ingenieurhochbaukombinate
- Ingenieurhochbaukombinat Berlin
- Ingenieurhochbaukombinat Gera
- Ingenieurhochbaukombinat Leipzig
- Ingenieurhochbaukombinat Pirna
- Ingenieurhochbaukombinat Rostock-Wismar